# Pteroneta longichela
Pteroneta longichela là một loài nhện trong họ Clubionidae.
Loài này thuộc chi Pteroneta. Pteroneta longichela được miêu tả năm 2008 bởi Versteirt, Christa L. Deeleman-Reinhold & Léon Baert.